# Cá heo mõm ngắn
Delphinus delphis là một loài động vật có vú trong họ Delphinidae, bộ Cetacea. Loài này được Linnaeus mô tả năm 1758.
Loài cá heo này được tìm thấy ở khắp các đại dương nhiệt đới và ôn đới ấm, ngoài trừ Ấn Độ Dương.

## Hình ảnh

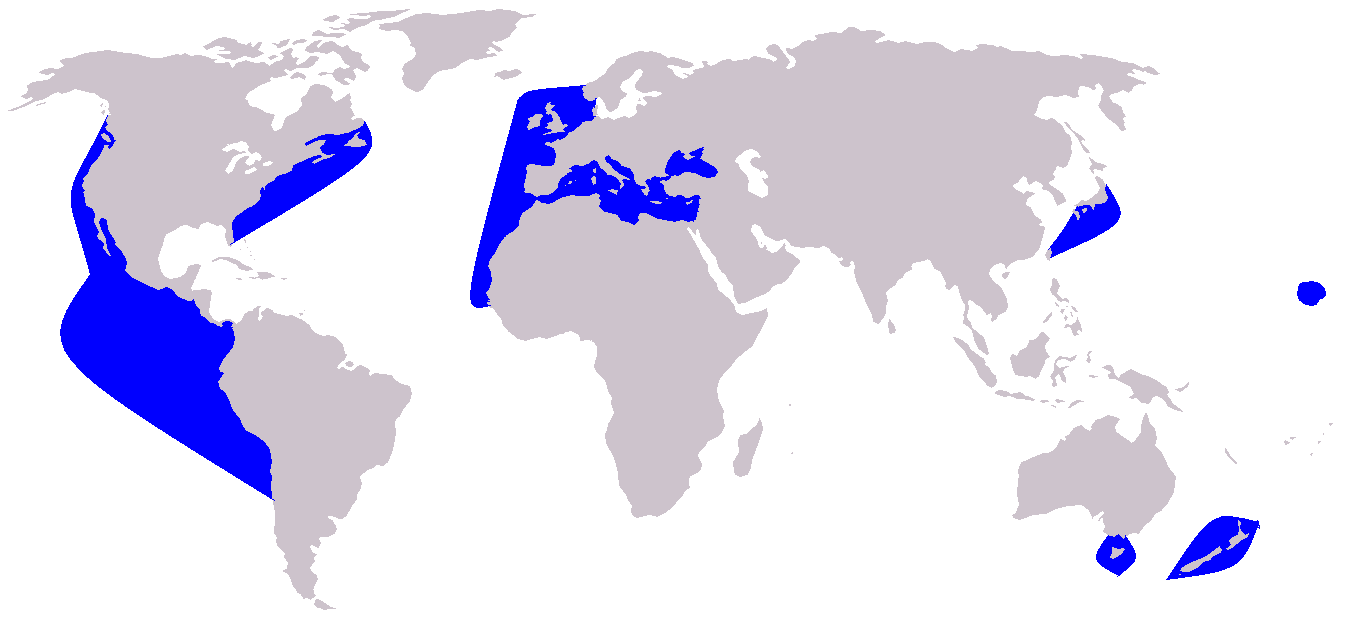
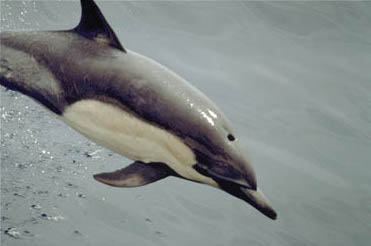
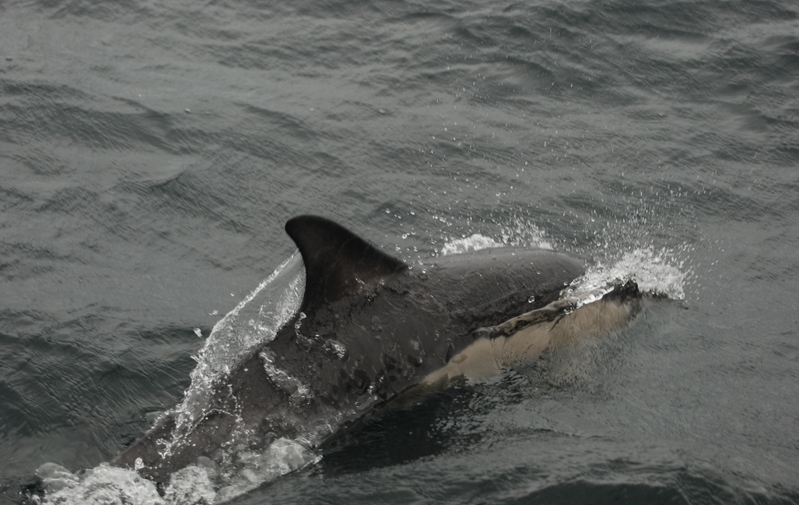